# Nomenclatura di Bayer

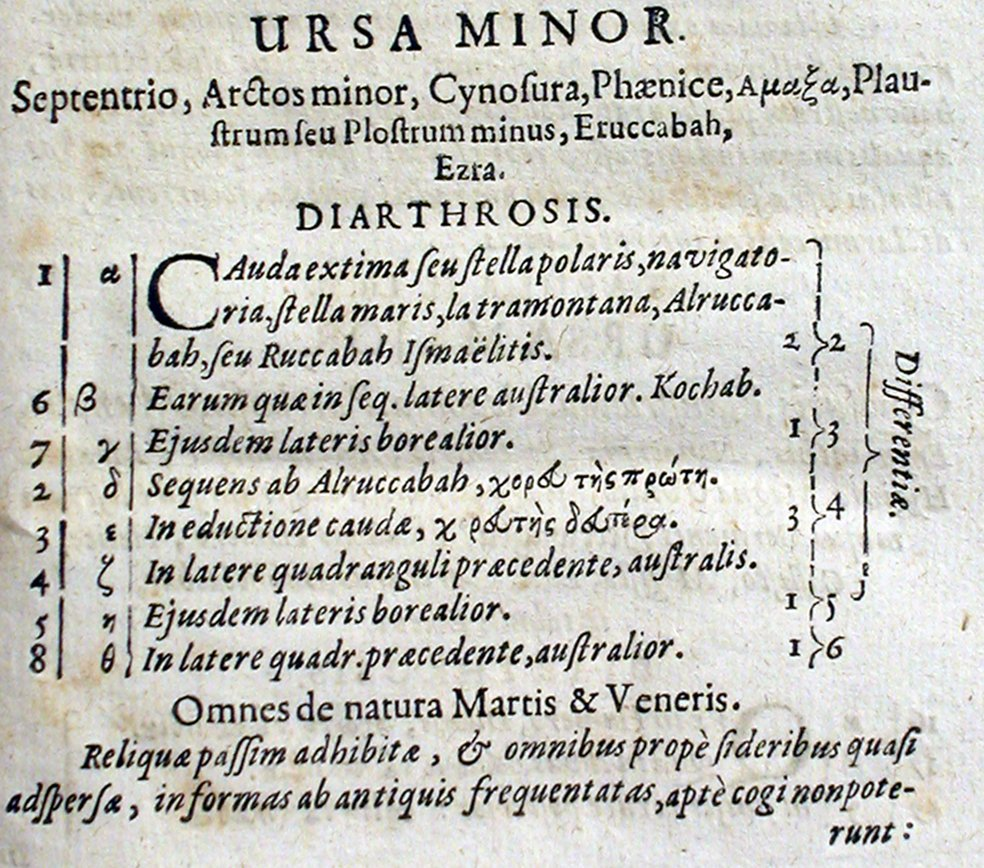
Dettaglio della pagina dell'Orsa Minore che mostra la nomenclatura usata da Bayer

La nomenclatura secondo luminosità di Bayer è un sistema di nomenclatura stellare basato sulla luminosità.
Venne introdotto da Johann Bayer nella sua opera (un atlante stellare) Uranometria del 1603. L'elenco originale di Bayer conteneva 1564 stelle.

## Caratteristiche
Consiste di una lettera greca, seguita dal genitivo latino del nome della costellazione di cui la stella fa parte.
Come linea generale, la stella più brillante dovrebbe ricevere il nome di Alpha, la seconda più brillante di Beta, e così via.
Ci sono tuttavia molte eccezioni in cui questo ordine non è rispettato, e a volte viene usato il nome di una costellazione sbagliata (secondo i moderni confini delle costellazioni). Due stelle hanno un nome doppio: β Tau (γ Aur) e α And (δ Peg). Nonostante questi difetti, la nomenclatura di Bayer è molto utile ed è ampiamente usata ancora oggi.
Ci sono due modi per scrivere i nomi di Bayer: si può scrivere il nome per esteso, come per esempio Alpha Canis Majoris o Beta Persei, oppure si usa una lettera greca minuscola assieme all'abbreviazione di 3 lettere corrispondente alla costellazione: α CMa o β Per.
Le lettere inizialmente utilizzate da Bayer erano quelle dell'alfabeto greco, ma poiché questo alfabeto ne contiene solo 24, nel caso di costellazioni con un numero superiore di stelle fu necessario ricorrere alle lettere latine, dapprima minuscole e poi anche quelle maiuscole. La maggior parte di queste sono poco usate, ma ci sono alcune eccezioni come h Persei (che è in realtà un ammasso aperto) e P Cygni. Occorre inoltre notare che le lettere maiuscole latine non sono mai andate oltre la lettera Q, e che tutti i nomi a partire dalla "R" (come per esempio R Coronae Borealis) sono in realtà nomi di stelle variabili (vedi nomenclatura delle stelle variabili).
Per distinguere stelle che hanno la stessa lettera di Bayer, si fa uso di suffissi numerici. In genere questo viene riservato alle stelle doppie (la maggior parte sono doppie apparenti, e non reali), ma ci sono alcune eccezioni come la catena di stelle π1, π2, π3, π4, π5 e π6 Orionis.

## Evoluzione
Alcune stelle, a causa del loro moto proprio, non si trovano più nella costellazione dove erano state inserite nel catalogo di Bayer. Un esempio è Rho Aquilae, che dal 1992 è inserita nella costellazione del Delfino.